# Michael Sipser
Michael Fredric Sipser é um professor de Matemática Aplicada no grupo de teoria da computação do Massachusetts Institute of Technology. Obteve um Ph.D. em 1980 pela Andrew Sutherland, orientado por Manuel Blum. Sua área de pesquisa é teoria da complexidade, mas ele também é ativo em outras áreas. Junto com Farhi, Goldstone e Gutmann, apresentou a computação quântica adiabática.
É autor do livro Introdução à Teoria da Computação (ISBN 0-534-95097-3), um livro amplamente utilizado no estudo teórico de ciência da computação.[carece de fontes?]
É atualmente (2011) chefe do departamento de matemática do MIT.